# Dt-fout
Een dt-fout is een spelfout die optreedt op het einde van vervoegde Nederlandse werkwoorden. De fout wordt veroorzaakt doordat aan het woordeinde d, t en dt allemaal klinken als [t].
Men weet door controle van talloze dictees en quizzen dat de vaakst voorkomende werkwoordsvorm wordt opgeschreven. Weinig mensen lezen hun eigen tekst na op mogelijke schrijffouten. Daarenboven is het handschrift verdrongen door elektronisch schrijven met het toetsenbord, waarbij de ingebouwde spellingcorrector juist getypte woorden onopgemerkt verkeerd kan wijzigen op basis van de frequentie. Voorbeelden: “Ik wordt leraar wiskunde” (voor het juiste: “ik word leraar wiskunde”); “hij antwoord me nooit” (voor het juiste: “hij antwoordt me nooit).

## Algemeen
In het Nederlands bestaat eindklankverscherping: vijf stemhebbende medeklinkers klinken stemloos op het einde van een woord  (b, d, v, z, g klinken als p, t, f, s, ch).
1. de stemhebbende b, d en v, z, g klinken respectievelijk als hun stemloze tegenhangers p, t en f, s, ch (voorbeelden: krab, land en leeg klinken als krap, lant en leech);[1]
2. Woorden eindigend op -v of -z (zoals Tsjechov, fez) zijn woorden van vreemde oorsprong, geografische namen, eigennamen of letterwoorden. Voorbeelden: azimov, suv, Tsjechov; fez, quiz. Nederlandse woordeinden met de fricatieven -f en -s worden dus nooit stemhebbend (-v, -z) geschreven.
3. de voorbeelden hierboven tonen dat de schrijfwijze van de drie overige stemhebbende medeklinkers (-b, -d, -g) niet verandert. Kortom: behalve de -v en de -z kunnen alle letters als eindletter van een Nederlands woord voorkomen.[2]

## dt-fout
De dt-fout is een verbijzondering van het bovenstaande – deze spelfout of schrijffout is beperkt tot
- de laatste letter van de vervoegde vorm van zwakke werkwoorden (en einden van bijvoeglijke naamwoorden afgeleid van zwakke voltooide deelwoorden);
- de -d die als een -t klinkt: een eindklank "-t" kan worden geschreven als -t, -d of -dt;
- de botsing van de eindletter (niet de eindklank) van de werkwoordstam (zie hieronder) met de uitgang van de persoonsvorm of het voltooid deelwoord of het ervan afgeleide adjectief, namelijk -t of -d. Assimilatie ofwel wederzijdse aanpassing van de klanken bepaalt de spelling.

De dt-fout komt voor bij
- de enkelvoudige persoonsvormen van alle werkwoorden in de onvoltooid tegenwoordige tijd
- zowel enkelvoudige als meervoudige persoonsvormen van de zwakke werkwoorden in de onvoltooid verleden tijd
- het voltooid deelwoord (en het ervan afgeleide bijvoeglijk naamwoord)

## Stam
Een taalgebruiker zal met de kleinste kans op fouten juist kiezen tussen -t, -d of -dt, als hij het werkwoord analyseert vanuit de stam en nog niet denkt aan de spelling.
De stam wordt gevonden door de uitgang -en af te halen van de infinitief, het hele werkwoord zoals het in een woordenboek voorkomt.
1. De stam wordt genoteerd[4] met afsluitend een liggend streepje, gespeld zonder liggend streepje. De woordeinden t, d, dt worden in dit artikel voortaan genoteerd met een beginnend liggend streepje: -t, -d, -dt.
2. De stemhebbende stameinden -b, -d, -g worden genoteerd én gespeld, maar de -v en de -z worden niet gespeld. Een gespelde werkwoordstam op -f heeft dus een notatie -v óf -(f)f; een gespelde werkwoordstam op -s een notatie -z óf -(s)s.
3. Twee gelijke eindmedeklinkers worden eenmaal zowel genoteerd als gespeld: hop-, zet-, pak-, tob-, red-, blaf-, sis- en leg- in plaats van hopp-, zett-, pakk-, tobb-, redd-, blaff-, siss- en legg-.
4. Lang uitgesproken klinkers worden genoteerd met een streepje bovenaan (ā, ē, ō, ū) zoals de fonetiek in dictiehandboeken (lēv- is de stam van leven).

## Tegenwoordige tijd

### Stam of stam + t
Hieronder staat een tabel met negen werkwoorden: wandelen, zingen, typen, pakken, praten, vinden, worden, leven en verhuizen in de tegenwoordige tijd.
|                                | Wandelen                        | Zingen                      | Typen                     | Pakken                    | Praten                      | Vinden                      | Worden                      | Leven                       | Verhuizen                         |
| ------------------------------ | ------------------------------- | --------------------------- | ------------------------- | ------------------------- | --------------------------- | --------------------------- | --------------------------- | --------------------------- | --------------------------------- |
| stam                           | wandel-                         | zing-                       | typ-                      | pak-                      | prāt-                       | vind-                       | word-                       | lēv-                        | verhuiz-                          |
| ik stam                        | ik wandel                       | ik zing                     | ik typ                    | ik pak                    | ik praat                    | ik vind                     | ik word                     | ik leef                     | ik verhuis                        |
| je/jij stam+t ; stam je/jij?   | je/jij wandelt; wandel je/jij?  | je/jij zingt; zing je/jij?  | je/jij typt; typ je/jij?  | je/jij pakt; pak je/jij?  | je/jij praat; praat je/jij? | je/jij vindt; vind je/jij?  | je/jij wordt; word je/jij?  | je/jij leeft; leef je/jij?  | je/jij verhuist; verhuis je/jij?  |
| ge/gij stam+t ; stam+t ge/gij? | ge/gij wandelt; wandelt ge/gij? | ge/gij zingt; zingt ge/gij? | ge/gij typt; typt ge/gij? | ge/gij pakt; pakt ge/gij? | ge/gij praat; praat ge/gij? | ge/gij vindt; vindt ge/gij? | ge/gij wordt; wordt ge/gij? | ge/gij leeft; leeft ge/gij? | ge/gij verhuist; verhuist ge/gij? |
| hij of u stam+t                | hij/u wandelt                   | hij/u zingt                 | hij/u typt                | hij/u pakt                | hij/u praat                 | hij/u vindt                 | hij/u wordt                 | hij/u leeft                 | hij/u verhuist                    |

### Opmerkingen bij de bovenstaande tabel
1. Ik (de 1ste persoon enkelvoud) heeft alleen de stam (in gespelde vorm[4]).
2. Je/jij (de 2de persoon enkelvoud) heeft stam+t, maar niet als je/jij ná de persoonsvorm staat, bijvoorbeeld in een vraagzin.
  - Ge/gij (de 2de persoon enkelvoud) heeft altijd stam+t, dus ook in vraagzinnen. Ge/gij is een veel oudere vorm van het persoonlijk voornaamwoord die nog algemeen gebezigd wordt in het Zuid-Nederlands.[5] Voor werkwoordstammen eindigend op -t, zoals praten in de tabel, geldt door assimilatie of ook de basisspellingregel van de gelijkvormigheid, een enkele t: ge/gij praat.
  - Je en Ge, de toonloze vormen komen zowel in spreek- als schrijftaal veel vaker voor dan de beklemtoonde vormen Jij / jou en Gij / u.[6]
3. Hij (de 3de persoon enkelvoud) heeft altijd stam+t.
4. De stammen die eindigen op -d (zoals vinden en worden in de tabel) wijken niet af van de +t-regel voor de derde persoon!
5. U is de beleefdheidsvorm in brieven en aansprekingen.[7]

### Voorbeeldzinnen
1. bij opmerking 1.
  - Ik zing graag een liedje onder de douche. (stam)
2. bij opmerking 2.
  - Jij zoekt straks misschien het eerste kievitsei. (stam +t)
  - (vraagzin) Kijk je ook weleens naar Samson en Gert? (tegenover:) Kijkt ge ook weleens naar Samson en Gert?
  - (vraagzin) Vindt je vader het eigenlijk wel goed als we komen? (tegenover:) Vind je daar wat je zoekt?
een klassieke valstrik bij een schooldictee: in de eerste zin is je de toonloze vorm van jouw (vader), een bezittelijk voornaamwoord en dus niet het onderwerp. Het onderwerp is de woordgroep je vader, een hij.
  - (vraagzin) Vergeet je/ge mijn verjaardag niet? Praat jij/gij nog met me en zet je/ge me opnieuw tussen je/uw contactpersonen?
vergelijk met de spellingregel hierboven voor de vormen met gij: vergeet+t, praat+t en zet+t worden vergeet, praat en zet ge/gij. Voor de vormen met jij/je wordt de t niet toegevoegd, maar krijg je hetzelfde resultaat omdat de stammen van deze werkwoorden op -t eindigen.
3. bij opmerking 3.
  - Harm werkt op de boerderij. (stam +t)
  - Het gebeurt voor je er erg in hebt. (het is de onpersoonlijke/neutrale 3de persoon enkelvoud, dezelfde persoonsvorm als bij hij: stam +t)
4. bij opmerking 4.
  - Annelies beantwoordt de liefdesbrief. (stam +t)
  - Een vliegtuig dat zich boven Nederland bevindt, landt in de regel op Schiphol. (stam +t)

### Uitzonderingen op de regel "stam of stam + t"
Er zijn 6 onregelmatige werkwoorden.

## Verleden tijd
De spelfouten met d en t komen vooral voor bij het schrijven van de verleden tijden, zowel onvoltooide als voltooide.
De werkwoordvorm van de verleden tijd wordt op een van de drie volgende manieren gevormd:
1. stam + de
2. stam + te
3. klinkerwijziging van de stam met behoud van dezelfde medeklinkers (soms toevoeging van medeklinkers)

Dezelfde werkwoorden als in de vorige tabel worden eerst behandeld; daarna wordt toegelicht hoe de basisvorm van de verleden tijd ontstaat.
|                                   | Wandelen                          | Zingen                | Typen                       | Pakken                      | Praten                          | Vinden                | Worden                | Leven                         | Verhuizen                           |
| --------------------------------- | --------------------------------- | --------------------- | --------------------------- | --------------------------- | ------------------------------- | --------------------- | --------------------- | ----------------------------- | ----------------------------------- |
| stam                              | wandel-                           | zing-                 | typ-                        | pak-                        | prāt-                           | vind-                 | word-                 | lēv-                          | verhuiz-                            |
| basisvorm                         | wandelde (1)                      | zong (3)              | typte (2)                   | pakte (2)                   | praatte (2)                     | vond (3)              | werd (3)              | leefde (1)                    | verhuisde (1)                       |
| ik basisvorm                      | ik wandelde                       | ik zong               | ik typte                    | ik pakte                    | praatte                         | ik vond               | ik werd               | ik leefde                     | ik verhuisde                        |
| jij basisvorm; basisvorm jij?     | jij wandelde; wandelde jij?       | jij zong; zong jij?   | jij typte; typte jij?       | jij pakte; pakte jij?       | jij praatte; praatte jij?       | jij vond, vond jij?   | jij werd; werd jij?   | jij leefde, leefde jij?       | jij verhuisde, verhuisde jij?       |
| gij basisvorm+t; basisvorm+t gij? | gij wandelde(t); wandelde(t) gij? | gij zongt; zongt gij? | gij typte(t); typte(t) gij? | gij pakte(t); pakte(t) gij? | gij praatte(t); praatte(t) gij? | gij vondt, vondt gij? | gij werdt; werdt gij? | gij leefde(t), leefde(t) gij? | gij verhuisde(t); verhuisde(t) gij? |
| hij basisvorm                     | hij wandelde                      | hij zong              | hij typte                   | hij pakte                   | hij praatte                     | hij vond              | hij werd              | hij leefde                    | hij verhuisde                       |

### Opmerkingen bij de bovenstaande tabel
Bij "gij" werd er steeds een -t aan de basisvorm toegevoegd. Die -t is gebleven bij de sterke werkwoorden (zie (3) hieronder). Tegenwoordig wordt de -t bij de zwakke werkwoorden niet meer uitgesproken noch geschreven (gij pakte in plaats van gij paktet). Deze vervoeging met -t is historisch wel de oorspronkelijke vorm, maar – door de ontwikkeling van de Nederlandse taal sedert de tweede helft van de twintigste eeuw en het overleg erover binnen de Nederlandse Taalunie – vind je enkel nog sporadisch in oude romans, geschreven in Vlaanderen en het oosten en zuiden van Nederland (“onder de Moerdijk”).
(1) en (2): de stamklinker van de werkwoorden verandert niet en de verleden tijd wordt gevormd door toevoeging van -de(n) of de “stemloze tegenhanger” -te(n) aan de basisvorm: die werkwoorden worden zwakke werkwoorden genoemd.
Wanneer wordt er nu -te en wanneer -de aangehecht? Hierbij wordt gelet op de laatste letter van de stam. De uitgang -te(n) wordt aangehecht als deze letter stemloos (= zonder spanning) klinkt: het zijn de letters p, t, k, f, s en de lettercombinatie/klank ch. Na alle andere eindletters – medeklinkers en klinkers – eindigt de verleden tijd op -de(n).
Voorbeelden:
- +te: (de rekening) klop+te, (hij) haast+te (zich), (hij) werk+te ; (hij) straf+te (zijn kind), (zij) las+te (de diepvrieszakjes dicht), (het publiek) juich+te;
- +de:
  - (door eindklankverscherping:) leef+de, laaf+de, verhuis+de, loos+de, kees+de – van de stammen: lēv (leev), lāv (laav), verhuiz, lōz (looz), kēz (keez) en de werkwoorden: leven, laven, verhuizen, lozen, kezen;
  - (b, d en g, de stemhebbende tegenhangers van p, t en ch:) (de beek) slib+de dicht, (hij) baad+de, leg+de;
  - (alle andere zoals m, n, l, r, klinkers ...:) kamde, kende, vertelde, roerde, neuriede.

Nog wat voorbeeldzinnen:
- De scholier typte zijn verslag letterlijk over van Wikipedia.
- De scholier zette de bloemetjes buiten tijdens het schoolkamp.
- Ik leefde helemaal op toen ik bezoek kreeg in het ziekenhuis. (tegenover:) De hond kefte in de hal.
- Je wandelde na afloop van je werk meteen de kroeg in.

(3): de werkwoorden waarbij voor de verleden tijd een klinkerwijziging optreedt, noemt men ook wel de sterke werkwoorden. Een “dt-fout” komt hier amper voor, immers, je schrijft -dt enkel bij ge/gij indien bij een “vervangingsproef” (je/jij in plaats van ge/gij) de persoonsvorm eindigt op -d (in de tabel hierboven: gij vondt, gij werdt).
De verleden tijden van sterke en onregelmatige werkwoorden vind je hier. Vastgesteld kan worden dat de vormen met "gij" zelfs niet vermeld worden, omdat ze onbelangrijk zijn geworden. Maar voor de volledigheid toch nog twee voorbeeldzinnen met sterke werkwoordstammen die niet eindigen op -d:
- Ge/gij liept naar huis. (→ Je liep naar huis.)
- Ge/gij molkt de koe. (→ Je molk de koe.)

## Voltooid deelwoord
Het voltooid deelwoord wordt gevormd door vooraan ge- toe te voegen en de -e af te halen van de -de of de -te.
Dezelfde voorbeeldwerkwoorden (korter en aangepast):
- geklop+t, gehaast+t, gewerk+t, gestraf+t, dichtgelas+t, gejuich+t;
- (door eindklankverscherping:) geleef+d, gelaaf+d, verhuis+d, geloos+d, gekees+d
- (stemhebbende tegenhangers van p, t en ch:) dichtgeslib+d, gebaad+d, geleg+d.

Het voltooide deelwoord kan ook als bijvoeglijk naamwoord worden gebezigd, met of zonder zogenoemde buigings-e. De spellingregel voor verdubbeling of verenkeling van klinkers of medeklinkers (= de regel van de open of gesloten lettergreep) is dezelfde als voor elk ander bijvoeglijk naamwoord. Voorbeelden: de gewitte muur (de muur is gewit), de verbrede weg (de weg is verbreed) en de gehaaste ober (de ober is gehaast+t).
Voorbeeldzinnen:
- De schrijver had zijn hele werkstuk getypt op een antieke Remington.
- Hij voelt zich gepakt door de belastingdienst.
- Vorige week ben ik naar Almere verhuisd. (tegenover:) Vorige week ben ik naar Almere verkast.
- Je bent na afloop van je werk meteen de kroeg in gewandeld.
- Het ongeluk is gebeurd vóór iemand er erg in had.

## Nederengels
De Nederlandse vervoeging wordt onverkort toegepast. Het is dus relaxen, relaxte, gerelaxt en niet *relaxede of *gerelaxed. (Er bestaat ook een bijvoeglijk naamwoord relaxed, maar vanwege de uitspraak is de verbogen vorm daarvan relaxte.)
Er zijn een aantal lastige gevallen. De meeste daarvan vallen in twee categorieën:
1. deleten, updaten: te schrijven zoals de werkwoorden met stam op -t, met dit verschil dat de -e- blijft staan: 
je/hij deletet / updatet, je/hij deletete / updatete, je hebt/hij heeft gedeletet / geüpdatet. Helaas klinkt ook zonder de eind-t de [t] van -te-: de doffe [e] wordt niet uitgesproken en velen schrijven de uitgangs-t(e) er niet meer bij!
2. browsen, leasen: te schrijven zoals werkwoorden met stam op -s , ook hier blijft de -e- staan: 
je/hij browset / leaset, je/hij browsete / leasete, je hebt/hij heeft gebrowset / geleaset.
  - De [s] van leasen klinkt bijna als een [z], zodat de spelling voor werkwoorden met stam op -z ook goed is: de o.v.t. leasede en het voltooid deelwoord geleased klinken zelfs natuurlijker: beide spellingen zijn officieel.[11]

## Geheugensteuntjes

### 't Kofschip
De genoemde stameindklanken p, t, k, f, s, ch staan ook allemaal in het memosteuntje 't kofschip of 't fokschaap.
Men kan er nog deze scherpe klanken aan toevoegen: ks (gespeld: ks of x) en sj (gespeld: sj of ch, sh). Werkwoorden met die laatste klanken op het stameinde zijn niet talrijk en veelal van vreemde (maar wel meestal Indo-Europese) oorsprong. Voorbeelden: relaxen: relaxte, gerelaxt; douchen: douchte, gedoucht; crashen: crashte, gecrasht.

### Slechts zes stemloze letters
p, t, k, f, s, ch zijn de enige stemloze letter(combinatie)s die in de hoedanigheid van stameindletter de stemloze uitgang -t(e) "uitlokken". Wie dus altijd met -d(e) en nooit -t(e) noch -dt afsluit, schrijft de zwakke verleden tijden en voltooide deelwoorden in de meeste gevallen correct.

### Woordbeeld
Men kan uitgaan van het woordbeeld voor de juiste keuze tussen -d, -t of -dt:
- Hoor je ge- als voorvoegsel, dan is het zeker dat je even over de juiste eindletter van het voltooid deelwoord moet nadenken (plus van het hulpwerkwoord als het een 2de/3de persoon enkelvoud is van de v.t.t.).[9]
- Komt het voorvoegsel ge- niet voor, dan heb je veel kans dat het (zwakke) werkwoord in de tegenwoordige tijd staat en is er geen twijfel mogelijk: voor de 2de/3de persoon enkelvoud altijd +t (-dt is een onderdeel hiervan en komt voor bij een stameinde -d zoals bij de werkwoorden antwoorden, bereiden, branden, worden ...; -d is er dan uitsluitend als het onderwerp je of jij (niet: ge/gij!) is; het werkwoord volgt zoals bij een vraag (= inversie)).
- Het f-s-probleem (= “eindklankverscherping”): zie je in de infinitief van het zwakke werkwoord een dubbele medeklinker (-ff- of -ss-) dan wijst dit op stemloosheid van het stameinde en schrijf je -t(e); zo niet schrijf je een -d(e) (dus bij een -v- of -z-). Voorbeeldwerkwoorden: keffen en (de dorst) lessen tegenover leven en azen (op prooi).